# Balanops
Genre

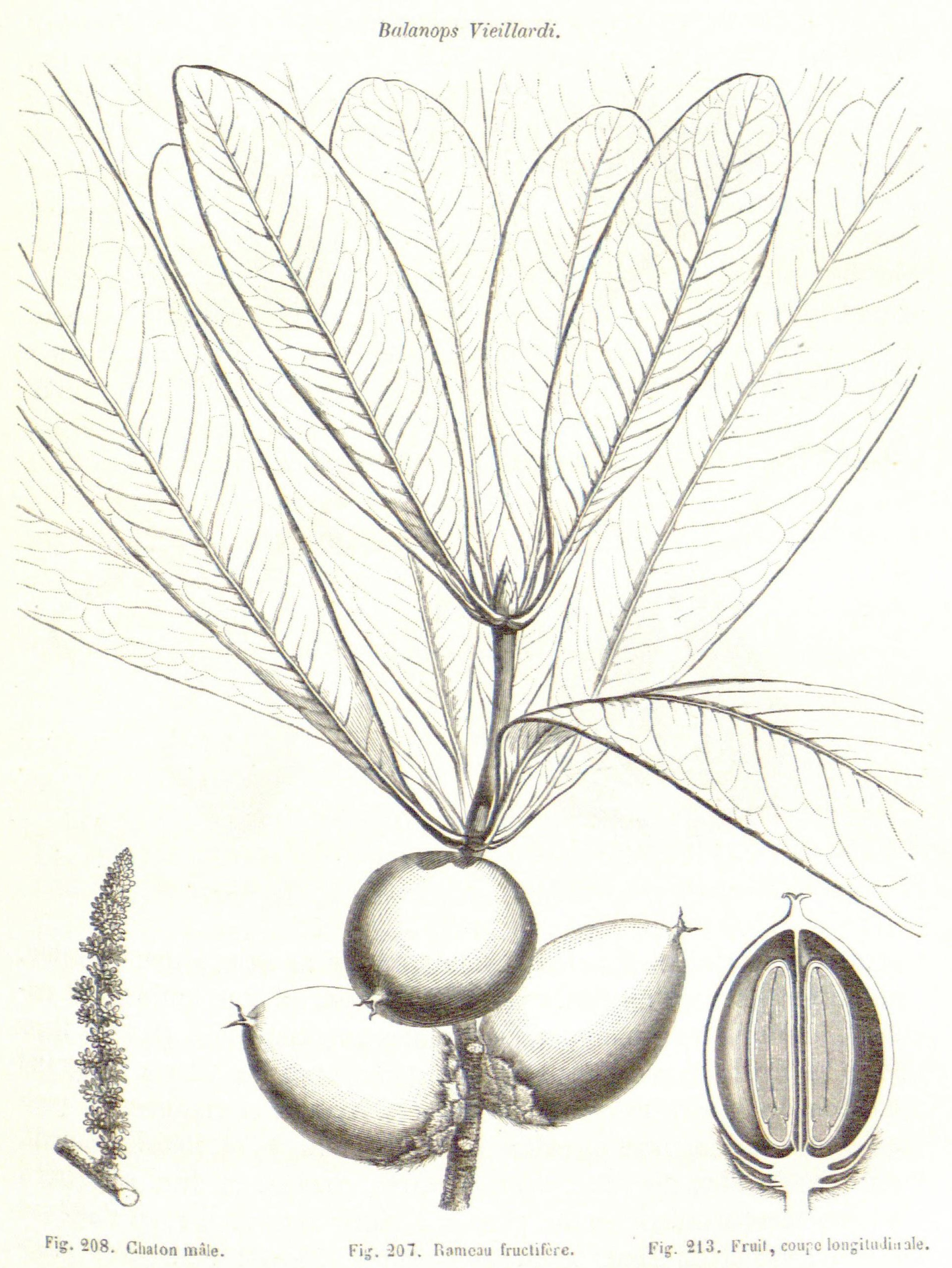
Dessin au trait de Balanops vieillardii.

Balanops est un genre de plantes à fleurs de la famille des Balanopaceae,. Les neuf espèces sont des arbres ou des arbustes, présents en Nouvelle-Calédonie, Fidji, Vanuatu, et dans le Nord du Queensland. Elles sont dioïques, avec des plantes mâles et femelles séparées.
Le genre constitue à lui seul la famille des Balanopaceae (auparavant, l'orthographe Balanopsidaceae était également utilisée). Elle fait partie de l'ordre des Malpighiales et est apparentée aux Chrysobalanaceae, Dichapetalaceae, Euphroniaceae et Trigoniaceae.

## Liste des espèces
Selon GBIF (23 décembre 2023) :
- Balanops australiana F.Muell.
- Balanops balansae Baill.
- Balanops microstachya Baill.
- Balanops oliviformis Baill.
- Balanops pachyphylla Baill. ex Guillaumin
- Balanops pancheri Baill.
- Balanops pedicellata (Guillaumin) Hjelmq.
- Balanops sparsifolia (Schltr.) Hjelmq.
- Balanops vieillardii Baill.

## Systématique
Le nom correct complet (avec auteur) de ce taxon est Balanops Baill., 1871.
Balanops a pour synonymes :
- Ternstroemiacearum Seem.
- Trilocularia Schltr.